# David Meyler
David John Meyler (Cork, 29 de maio de 1989) é um futebolista profissional irlandês que atua como meia pelo Reading, seguindo, em paralelo, uma carreira como YouTuber, dedicando-se, especialmente, a FIFA 20.

## Carreira
David Meyler fez parte do elenco da Seleção Irlandesa de Futebol da Eurocopa de 2016.